# San Antonio de Cortés (kommun)
San Antonio de Cortés är en kommun i Honduras.   Den ligger i departementet Departamento de Cortés, i den västra delen av landet, 150 km nordväst om huvudstaden Tegucigalpa. Antalet invånare är 19 158.